# Ricki Hill
Pour les articles homonymes, voir Hill.
Ricki Hill, né le 7 septembre 1960 à Sydney, est un joueur professionnel de squash représentant l'Australie. Il atteint, en janvier 1988 la 10e place mondiale sur le circuit international, son meilleur classement.
Après sa retraite sportive, il devient pilote de ligne travaillant notamment pour Virgin Atlantic,